# San José Oriente
San José Oriente es una localidad situada en el municipio de Hoctún, en el estado de Yucatán, México. Según el censo de 2020, tiene una población de 1217 habitantes.

## Toponimia
El nombre (San José Oriente) hace referencia a José de Nazaret y Oriente es para diferenciarlo de otras poblaciones homónimas.

## Localización
Está situada al oriente de Hoctún, la cabecera municipal.

## Importancia histórica
Tuvo su esplendor durante la época del auge henequenero y emitió fichas de hacienda, las cuales por su diseño son de interés para los numismáticos. Dichas fichas acreditan la hacienda como propiedad de Juan Gamboa.

## Demografía
Según el censo de 2020 realizado por el INEGI, la población de la localidad es de 1217 habitantes, de los cuales 616 son hombres y 601 son mujeres.
| 228                         | 246 | 313 | 131 | 109 | 133 | 208 | 264 | 249 | 490 | 673 | 751 | 827 | 1217 |
| (Fuente: INEGI [Consultar]) |     |     |     |     |     |     |     |     |     |     |     |     |      |